# Bachelor of Applied Science
Bachelor of Applied Science (Nederlandse afkorting: B AS; internationale afkortingen: BAS, B.AS., BASc, B.ASc. of B.App.Sc) is een verouderde hbo-bachelortitel in Nederland in kader van het Bachelor-Masterstelsel.
Sinds kort worden de studenten in het domein Applied Science opgeleid tot Bachelors of Science, in plaats 
van Bachelors of Applied Science. Dit verandert niets aan de manier waarop de studenten worden 
opgeleid.
Hbo-studenten die tussen 2009 en 2014 zijn afgestudeerd mogen de graad 'Bachelor of Applied Science' gebruiken. De toevoeging 'Applied Science' mag alleen worden gebruikt door afgestudeerden aan een hogeschool in de richting van de toegepaste natuurwetenschappen, bio-informatica of materiaalkunde. Het ministerie van Onderwijs, Cultuur en Wetenschap (OCW) heeft de graden ingevoerd om de bruikbaarheid van hbo-titels in het buitenland te vergroten.
Deze bachelorgraad is equivalent aan de oude Nederlandse titel ingenieur (ing.), hoewel dit laatste bij afgestudeerden vanaf 2011 nog steeds naast de bachelorgraad wordt toegekend. De graad BAS mag men achter zijn of haar naam plaatsen. Het gebruik van de ingenieurstitel in combinatie met de bachelorgraad is ongebruikelijk. De oude schrijfwijze van de ingenieurstitel is gelijk gebleven.